# Fujisawa (Kanagawa)
Fujisawa (japanisch 藤沢市, -shi) ist eine Großstadt im Süden der Präfektur Kanagawa.

## Geographie
Fujisawa liegt südlich von Tokio, Yokohama und Yamato, westlich von Kamakura und östlich von Chigasaki an der Sagami-Bucht. Der nördliche Teil der Stadt befindet sich auf dem Sagamino-Plateau und der südliche auf dem Shōnan-Küstenabschnitt.

## Geschichte
Fujisawa wurde erstmals im Taiheiki im späten 14. Jahrhundert erwähnt. Fujisawa entwickelte sich um den 1325 errichteten Tempel Yugyo-ji. Während der Edo-Zeit war Fujisawa eine Poststation (宿場町 Shukuba-machi) der Tōkaidō an der Grenze der antiken Kreise (-gun) Kōza und Kamakura der Provinz Sagami.
Nach der Meiji-Restauration wurde Fujisawa 1871 wie später die ganze Provinz Sagami Teil von Kanagawa. Im westlichen Teil von Fujisawa wurde 1878 bei der Reaktivierung der Landkreise als Untergliederung aller Präfekturen die Kreisverwaltung von Kōza eingerichtet, der östliche Teil gehörte weiterhin zum Kreis Kamakura mit Verwaltungssitz in Totsuka, der benachbarten Poststation an der Tōkaidō, heute ein Teil der Stadt Yokohama. Edward S. Morse fing 1877 mit biologischen Studien auf der Insel Enoshima an. Der Bahnhof Fujisawa der Tōkaidō-Hauptlinie wurde 1887 eingeweiht.
Bei der Modernisierung der Gemeindeebene 1889 wurde der westliche Teil von Fujisawa zur Stadt (-machi) Fujisawa-Ōsaka (藤沢大坂町, -machi), die östlichen Teile im Kreis Kamakura wurden zur Stadt Fujisawa-Ōtomi (藤沢大富町, -machi) zusammengefasst. Am 1. Oktober 1907 wurde Fujisawa-Ōtomi nach Fujisawa-Ōsaka eingemeindet, und ab 1908 hieß die Stadt nach der Eingemeindung der beiden Mura Kugenuma (鵠沼村, -mura) und Meiji (明治村, -mura) im Kōza-gun nur noch Fujisawa. Am 1. Oktober 1940 wurde Fujisawa zur kreisfreien Stadt (-shi) ernannt.
Am 1. Juni 1941 wurde das Mura Muraoka (村岡村, -mura), am 10. März 1942 das Mura Mutsuai (六会村, -mura), am 1. April 1947 die Machi Katase (片瀬町, -machi) und am 5. April 1955 der Ortsteil Endō (遠藤) des Mura Koide (小出村, -mura), die Ortsteile Chōgo (長後) und Takakura (高倉) des Machi Shibuya (渋谷町, -machi) und das Mura Goshomi (御所見村, -mura) eingemeindet.

## Sehenswürdigkeiten
- Enoshima

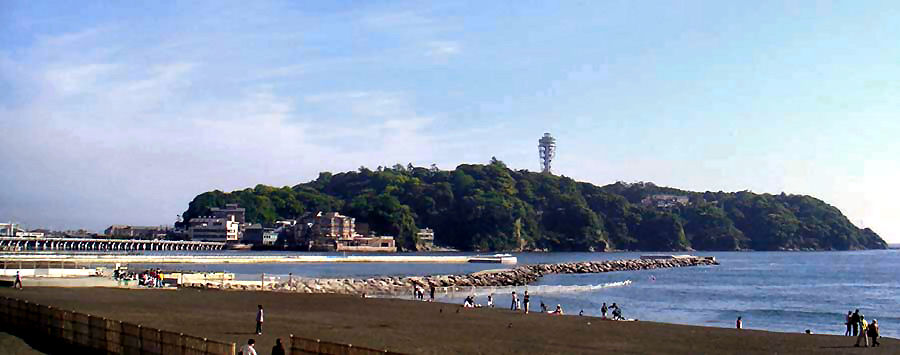
Enoshima

- Shirahata-Schrein: Die Gottheiten dieses Shinto-Schreins sind Samukawahiko-no-Mikoto und Minamoto no Yoshitsune. Es gibt zwei tragbare Schreine (Mikoshi), je einen für Yoshitsune und Musashibō Benkei. Beide waren berühmte Personen der Kamakura-Zeit, die auch in Ruth Benedicts Studie Chrysantheme und Schwert erwähnt wurden.
- Ryūkō-ji
- Shōjōkō-ji (清浄光寺)

## Verkehr
- Straße:
  - Nationalstraße 1, nach Tokio bzw. Kyōto
  - Nationalstraße 134 nach Yokosuka über Kamakura bzw. Hiratsuka
  - Nationalstraße 467 nach Yamato
- Zug:
  - JR Tōkaidō-Hauptlinie, Bahnhof Fujisawa und Bahnhof Tsujidō nach Tokio bzw. Kōbe
  - Odakyū Enoshima-Linie nach Shinjuku
  - Sōtetsu Izumino-Linie nach Yokohama
  - Enoshima-Dentetsu-Linie nach Kamakura
  - U-Bahn Yokohama Linie 1 nach Azamino
  - Shōnan Monorail nach Ōfuna

## Söhne und Töchter der Stadt
- Yūichirō Edamoto (* 1988), Fußballspieler
- Rika Fujiwara (* 1981), Tennisspielerin
- Kōki Fukui (* 1995), Fußballspieler
- Akito Fukumori (* 1992), Fußballspieler
- Roka Hasegawa (1897–1967), Maler
- Hirokazu Ishihara (* 1999), Fußballspieler
- Masahiko Kageyama (* 1963), Autorennfahrer
- Masami Kageyama (* 1967), Autorennfahrer
- Masahiro Nakai (* 1972), Sänger und Schauspieler
- Mitsuki Saitō (* 1999), Fußballspieler
- Genya Sekino (* 1999), Fußballspieler
- Gō Soeda (* 1984), Tennisspieler
- Kai Ozaki (* 1987), Freestyle-Skier
- Shun Takagi (* 1989), Fußballspieler
- Yoshiki Torikai (* 1998), Fußballspieler
- Masao Tsuji (* 1987), Fußballspieler
- Miho Yoshioka (* 1990), Seglerin

## Partnerstädte
Fujisawa listet folgende fünf Partnerstädte auf:
| Stadt       | Land                        | seit |
| ----------- | --------------------------- | ---- |
| Boryeong    | Chungcheongnam, Südkorea    | 2002 |
| Kunming     | Yunnan, Volksrepublik China | 1981 |
| Matsumoto   | Nagano, Japan               | 1961 |
| Miami Beach | Florida, Vereinigte Staaten | 1959 |
| Windsor     | Ontario, Kanada             | 1987 |

### Städtefreundschaft
- Kunming Volksrepublik China, seit 1981

## Einzelnachweise

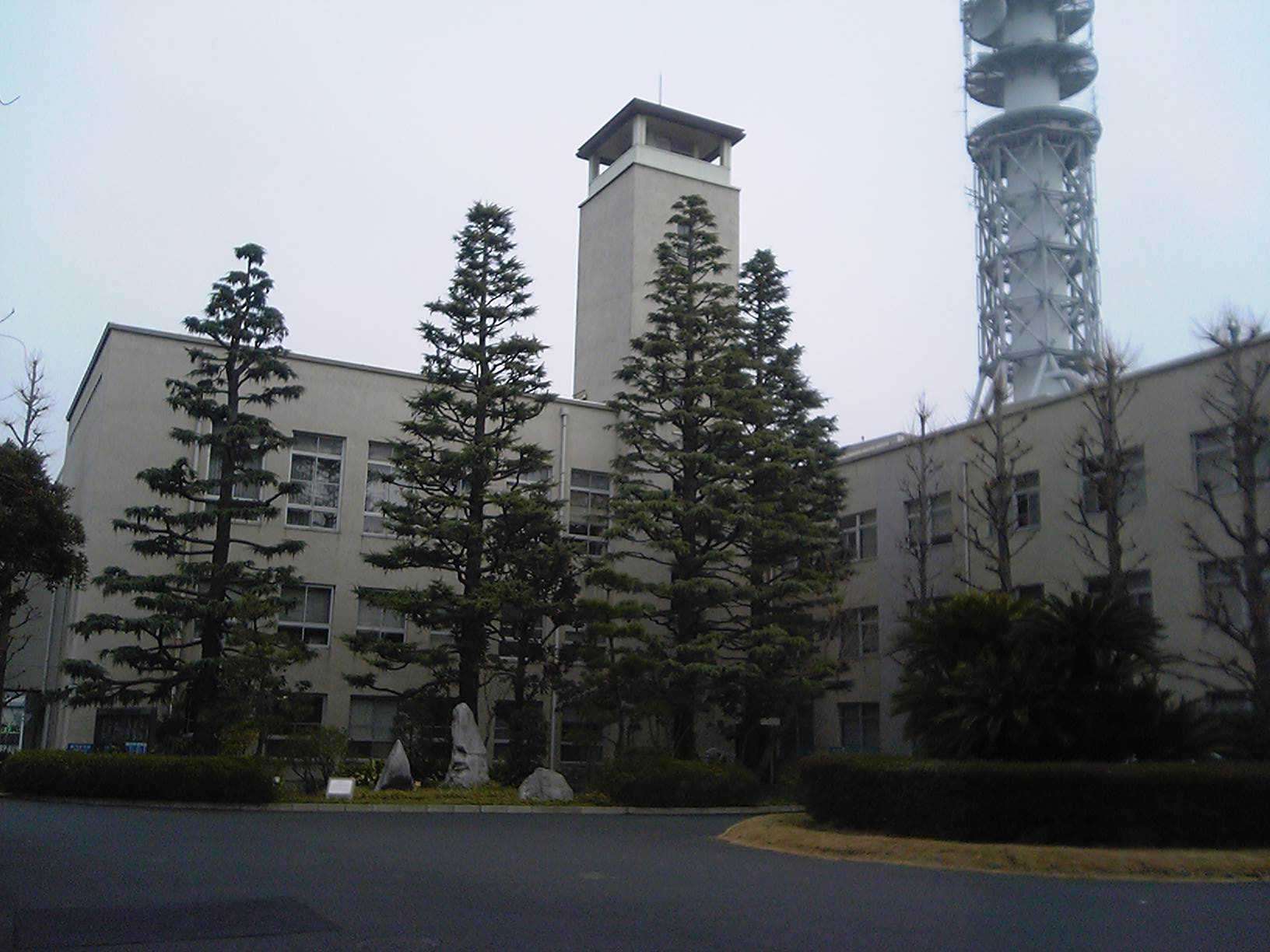
Rathaus von Fujisawa

## Angrenzende Städte und Gemeinden
- Yokohama
- Kamakura
- Chigasaki
- Yamato (Kanagawa)
- Ayase